# Orgellandschaft zwischen Elbe und Weser

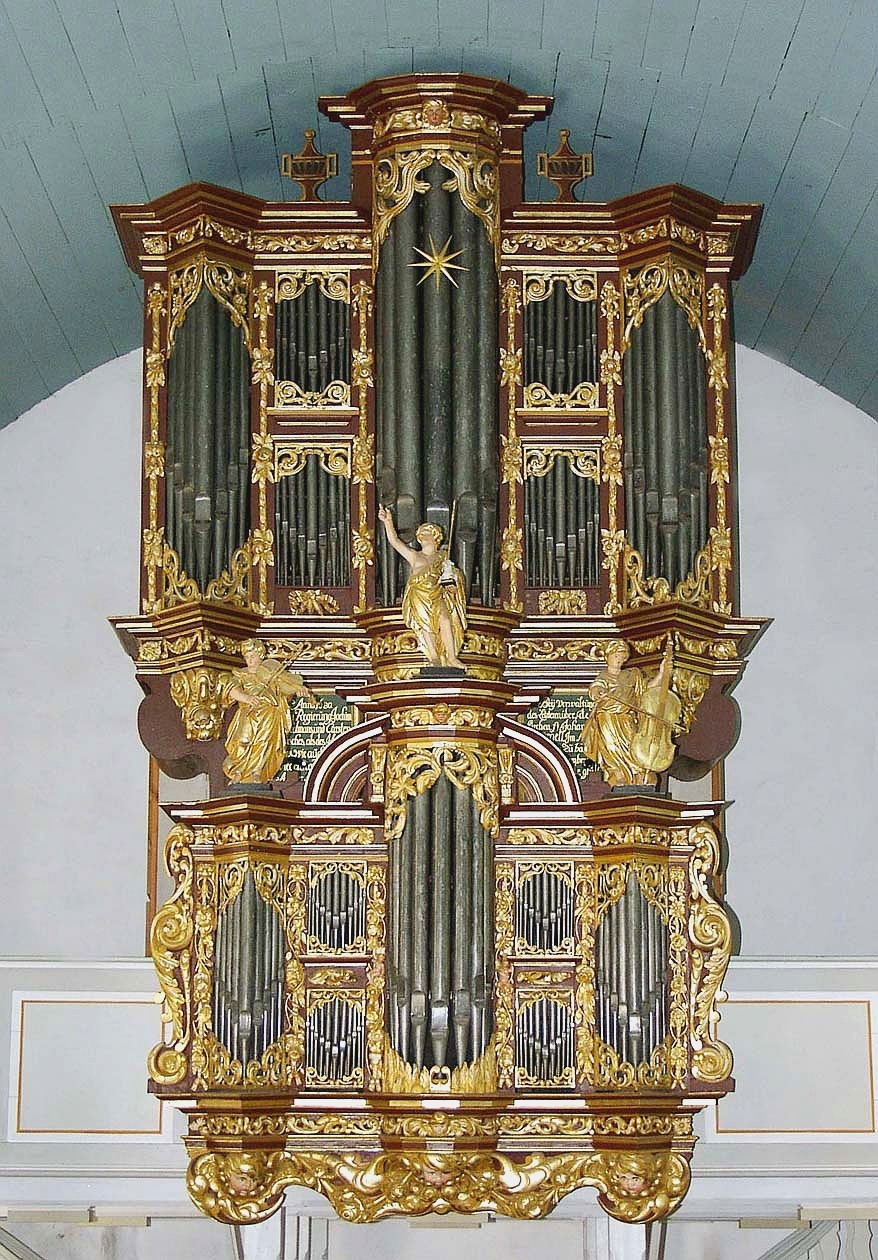
Schnitger-Orgel in Cappel

Die Orgellandschaft zwischen Elbe und Weser bezeichnet die Orgeln im Elbe-Weser-Dreieck, also in den ehemaligen Herzogtümern Bremen und Verden. Der Begriff Orgellandschaft allein nimmt Bezug auf die historisch bedingten regionalen Eigenheiten der Orgeln. Rund 80 historische Orgeln vor 1900 sind zwischen den Unterläufen der Weser und der Elbe vollständig oder in Teilen seit dem 15. Jahrhundert erhalten und machen dieses Gebiet zu einer der bedeutendsten Orgellandschaften.
Fast alle Originalinstrumente konnten seit den 1970er Jahren restauriert werden, sodass sie in ihrem ursprünglichen Klangbild zu hören sind.

## Geschichte des Orgelbaus zwischen Elbe und Weser

### Bis zum 17. Jahrhundert

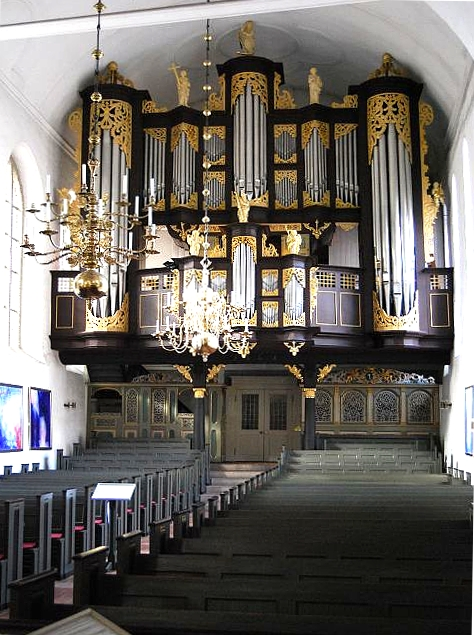
Hus-Schnitger-Orgel in Stade, St. Cosmae

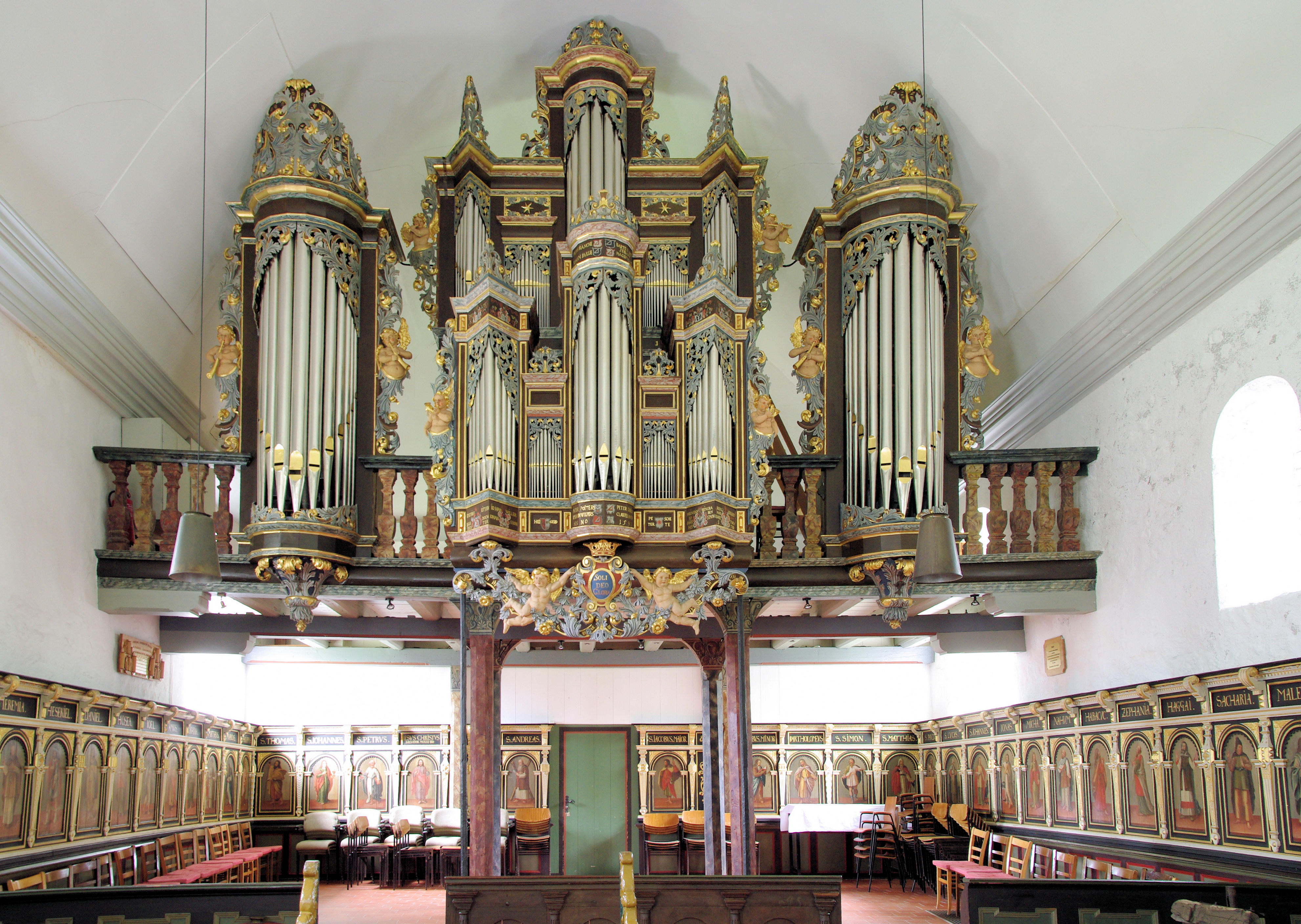
Orgel in Altenbruch

Für das Jahr 1322 ist die erste Orgel im Elbe-Weser-Gebiet belegt, als Berthold für St. Wilhadi in Stade eine Orgel baute. Die frühsten erhaltenen Spuren finden sich in der Orgel in Altenbruch, wo Johannes Coci 1497–1501 ein Instrument verfertigte, das 1577 von Matthias Mahn umgebaut wurde. Acht Register stammen aus dieser frühen Zeit, wobei sich nicht mit Sicherheit sagen lässt, welchem dieser beiden Orgelbauer die einzelnen Register jeweils zuzuordnen sind. Später wurde das Werk mehrfach erweitert und umgebaut (1647–1649 von Hans Christoph Fritzsche, 1698–1700 von Matthias Dropa und 1727–1730 von Johann Hinrich Klapmeyer). Hans Scherer der Ältere baute 1590 in Stade (St. Nicolai) eine Orgel, die später eingreifend verändert wurde. 1835 wurde sie nach Himmelpforten überführt, wobei einige Register von Scherer bewahrt blieben, während das Rückpositiv-Gehäuse in Kirchlinteln erhalten ist. Von Antonius Wilde ist neben Resten seiner Orgeln in Osterbruch und Otterndorf vor allem das Werk in Lüdingworth aus den Jahren 1597–98 erhalten. Es wurde 1682–1683 von Arp Schnitger erweitert, der einen Großteil der Register von Wilde übernahm. Hans Riege baute 1662 die Wilde-Orgel in Otterndorf um, von der trotz zweier Umbauten noch einige Register von Wilde und Riege beibehalten wurden. Schnitgers Lehrmeister und Verwandter Berendt Hus war vor allem in Stade tätig. Während 1724 sein Werk in St. Wilhadi (III/P/44) verbrannte, blieb die Orgel in St. Cosmae (1668–1688), an der Schnitger ebenfalls mitgewirkt hatte, fast vollständig erhalten (III/P/42).

### Arp Schnitger

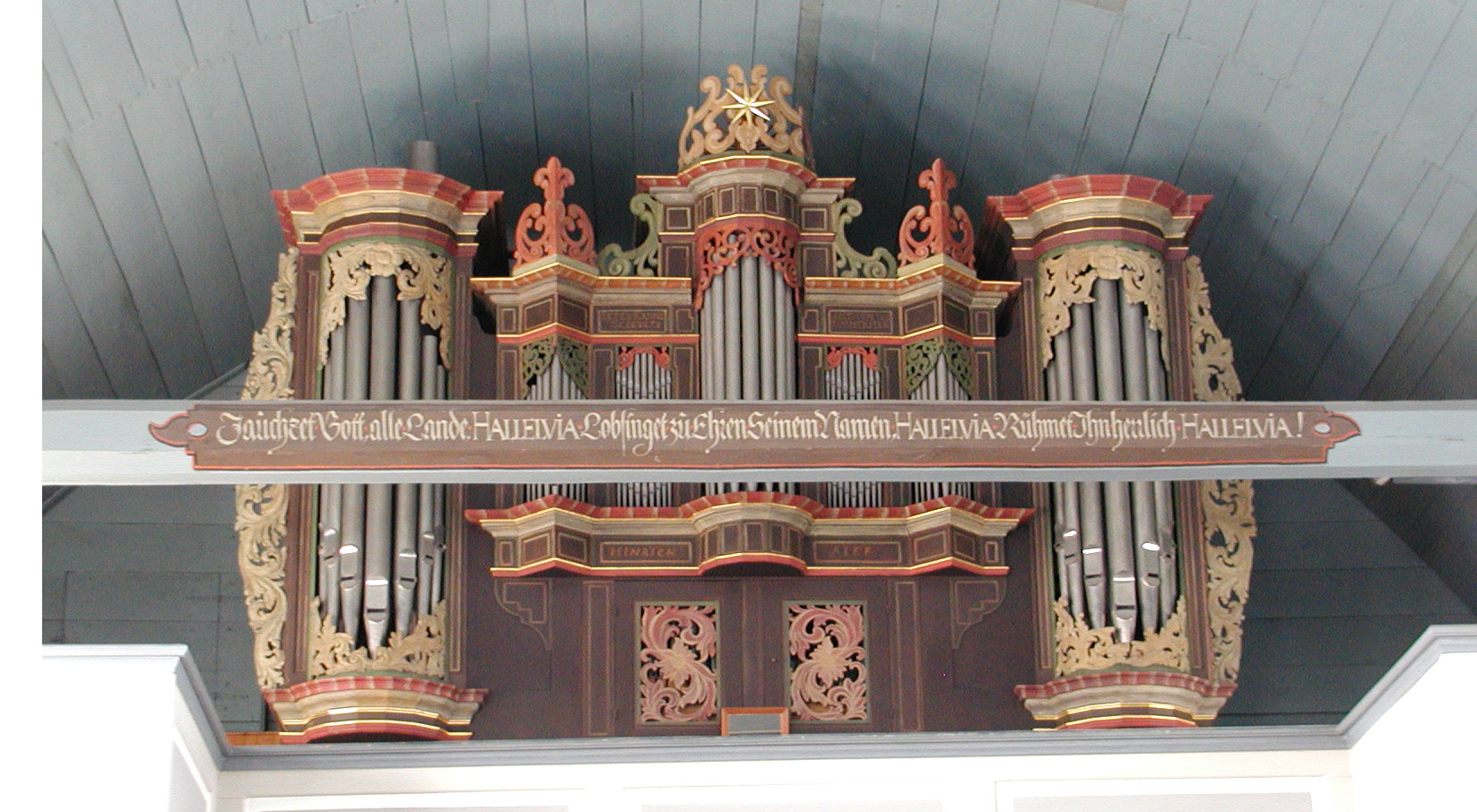
Schnitger-Orgel in Bülkau

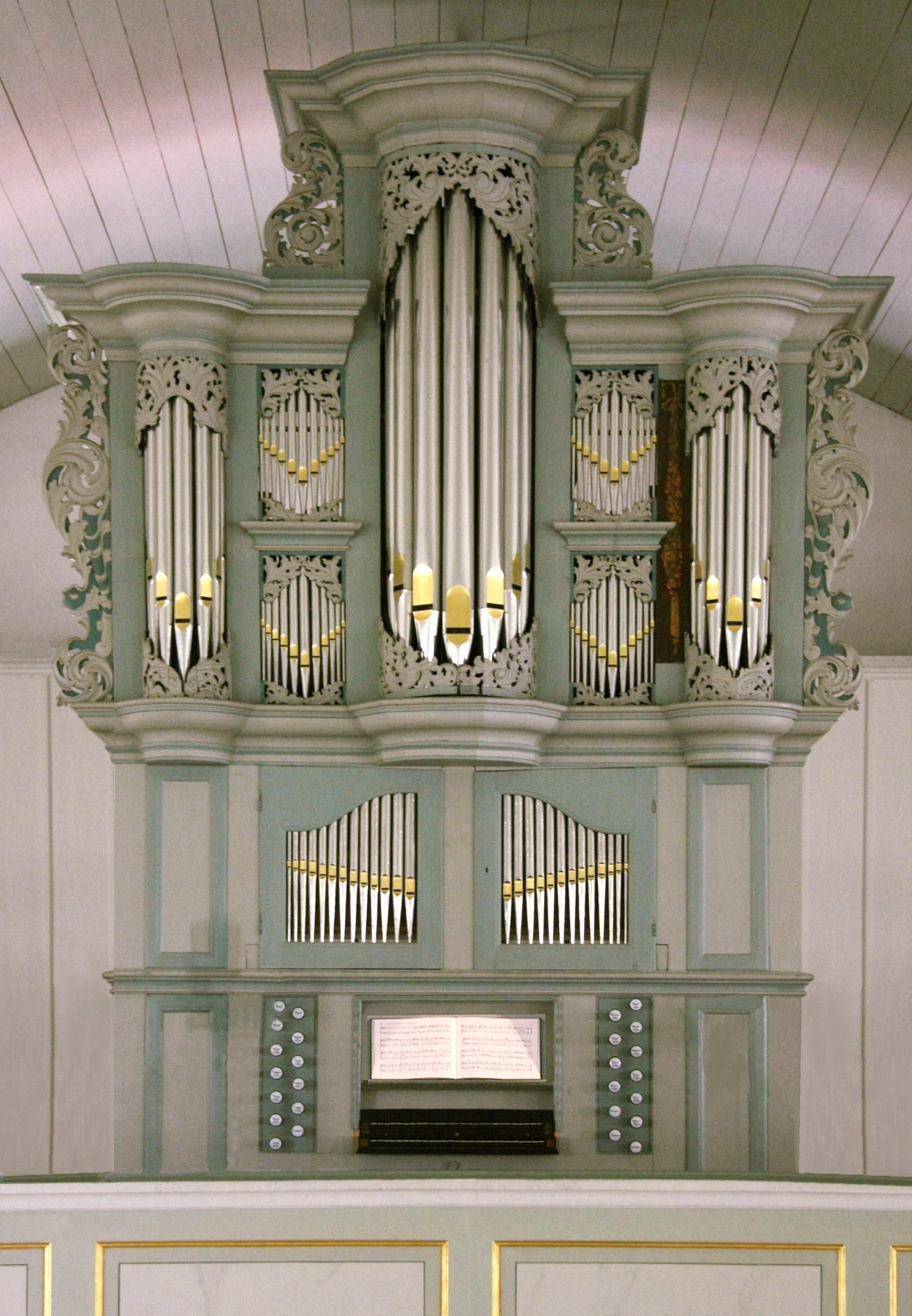
Schnitger-Orgel in Grasberg

Von besonderer Bedeutung sind die acht im Elbe-Weser-Gebiet erhaltenen Orgeln von Arp Schnitger, dem führenden Orgelbauer Nordeuropas. Insgesamt sind zwischen Elbe und Weser 23 seiner Neubauten und größeren Orgelumbauten nachgewiesen. Schnitger, mit dem der barocke Orgelbau in Norddeutschland seinen Höhepunkt erreichte, hat die Orgelkultur zwischen Elbe und Weser wesentlich geprägt. Neben den genannten Orgeln in Stade baute Schnitger 1680 eine Orgel für die Hamburger Klosterkirche St. Johannes, die 1816 nach Cappel überführt wurde und als die besterhaltene Schnitgerorgel gilt. Während von Schnitgers Orgeln in Bülkau (1677–1679), Jork (1678–1679), Oederquart (1678–82) und Estebrügge (1702) nur die Prospekte geblieben sind, sind die Instrumente in Steinkirchen (1685–87), Hollern (1688–1690) und Grasberg (1693–94, ursprünglich für das Hamburger Waisenhaus) sowie Dedesdorf (1697–98) gut erhalten. Zumindest einige Register von Schnitger finden sich in den Orgeln in Mittelnkirchen (1688), möglicherweise auch in Borstel (1677), Freiburg/Elbe (1677) und Beverstedt (1709).

### Schnitger-Schule im 18. Jahrhundert

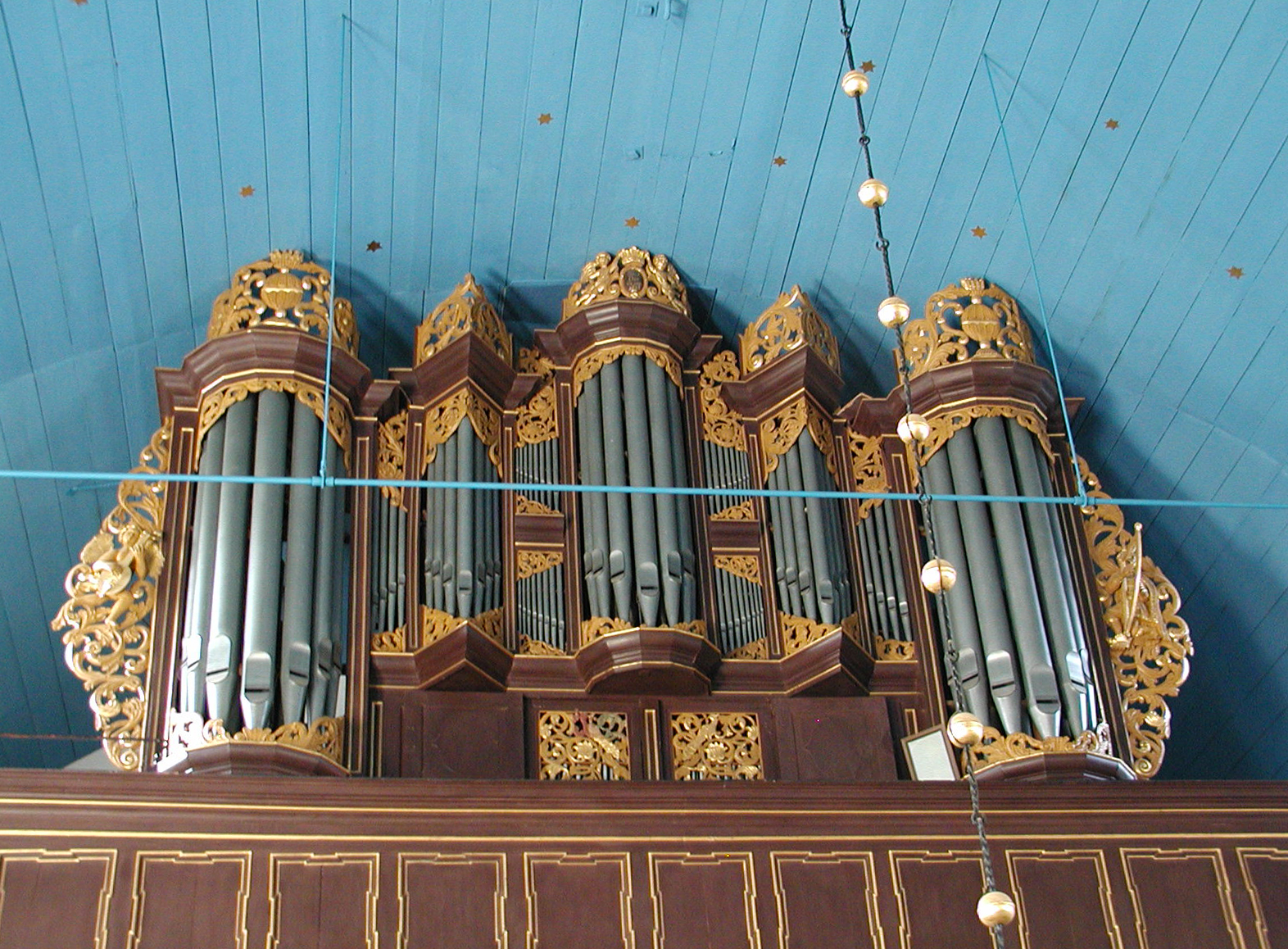
Gloger-Orgel in Otterndorf

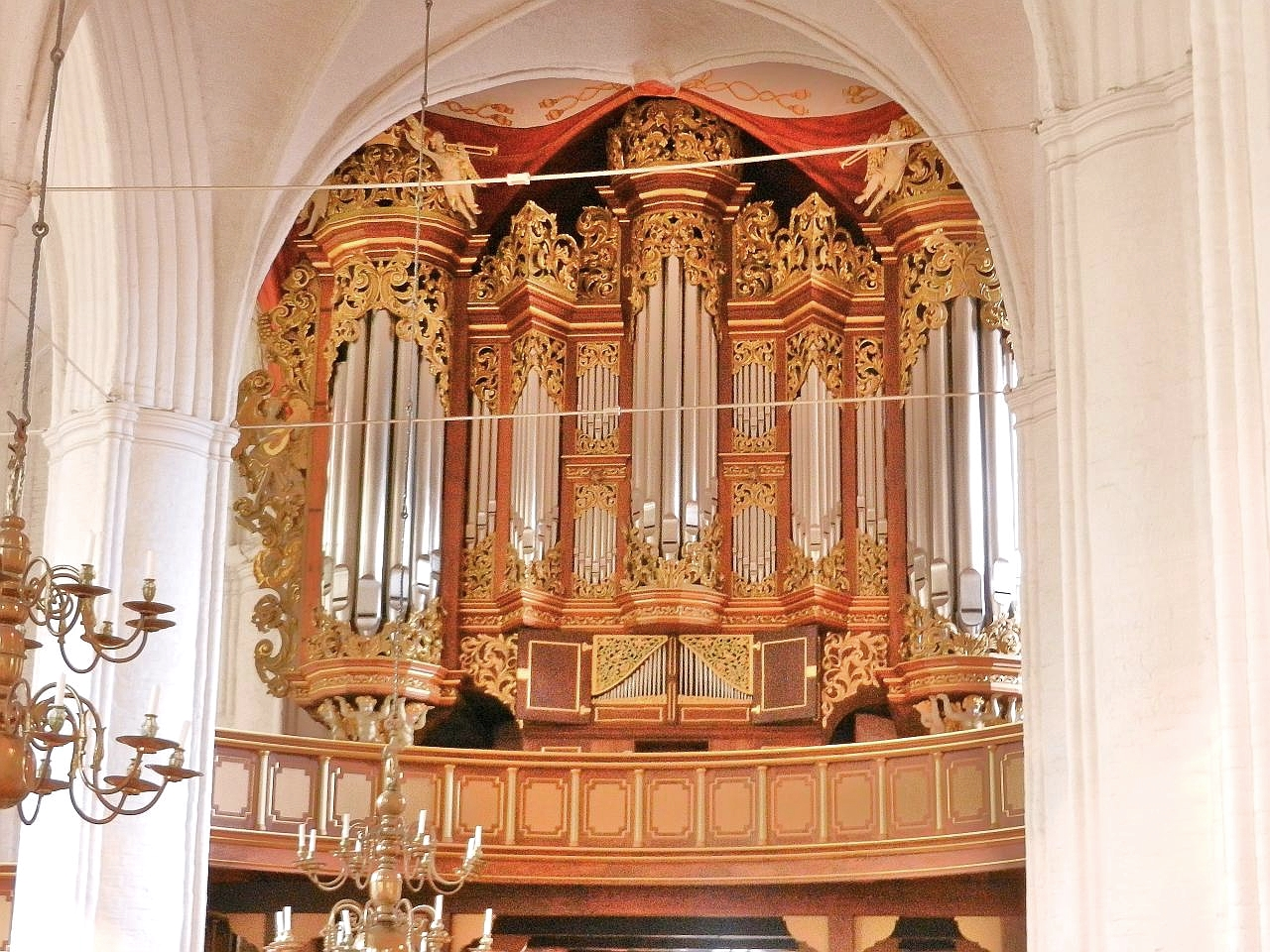
Bielfeldt-Orgel in Stade, St. Wilhadi

Von Schnitgers zahlreichen Schülern finden sich im 18. Jahrhundert zahlreiche Umbauten und beachtliche Orgelneubauten im Gebiet zwischen Elbe und Weser. So baute der Schnitger-Schüler Matthias Dropa 1698–1700 in Altenbruch die Orgel um, wovon heute noch vier Register zeugen. Sein Schüler wiederum war Erasmus Bielfeldt, der möglicherweise auch direkt bei Schnitger gelernt hatte. Bielfeldt errichtete ab 1730 seine Werkstatt in Stade. Von hier aus baute er in Bremervörde (1733) eine Orgel, von der noch der Prospekt geblieben ist. Bedeutende und weitgehend erhaltene Werke Bielfeldts sind in Scharmbeck (St. Willehadi, 1731–34/45) und Stade (St. Wilhadi, 1731–1735) zu finden und wurden fachkundig restauriert.
Bielfeldts Schüler Dietrich Christoph Gloger († 1773) schuf in Otterndorf (1741/1742), Neuhaus (Oste) (1744/1745) und Cadenberge (1758–1763) beachtliche Orgelwerke. Jacob Albrecht (1715–1759), der bei dem Schnitger-Gesellen Lambert Daniel Kastens den Orgelbau erlernt hatte, arbeitete an der Orgel in Mittelnkirchen und in Cadenberge, schloss aber beide Projekte nicht ab. Heute erhalten sind von Albrecht noch das Gehäuse der Pedaltürme in Bremervörde (1746) und der Prospekt in Osten (Oste) (1756). Johann Matthias Schreiber (1716–1771), der bei Albrecht und Gloger Geselle war, vollendete den Erweiterungs-Umbau in Mittelnkirchen (1750–1753). Von ihm stammt der Orgelprospekt in Dorum (1765–1770). Seine Arbeiten an der Orgel in Loxstedt (1767–1771) wurden von Johann Georg Wilhelm Wilhelmy (1781–1786) und Johann Wolfgang Witzmann (1789) vollendet. Vom Schnitger-Schüler Christian Vater blieb im Kloster Zeven nur der Prospekt erhalten. Georg Wilhelm Wilhelmy ließ sich 1781 in Stade nieder und war ganz dem Stil seines Vorbilds Schnitger verpflichtet. Von seinen Orgeln sind nur noch Prospekte in Belum (1786), Gnarrenburg (1792) und Selsingen (1796–1798) zu bewundern. Sein Sohn Johann Georg Wilhelm Wilhelmy führte 1781 bis 1858 die Werkstatt in Stade fort. Von Wilhelmy sind die Orgeln in Kehdingbruch (1816–1818), Oerel (1831) und Steinau (1839) erhalten. Wie sein Vater stand auch er in der Schnitger-Tradition.

### 19. Jahrhundert

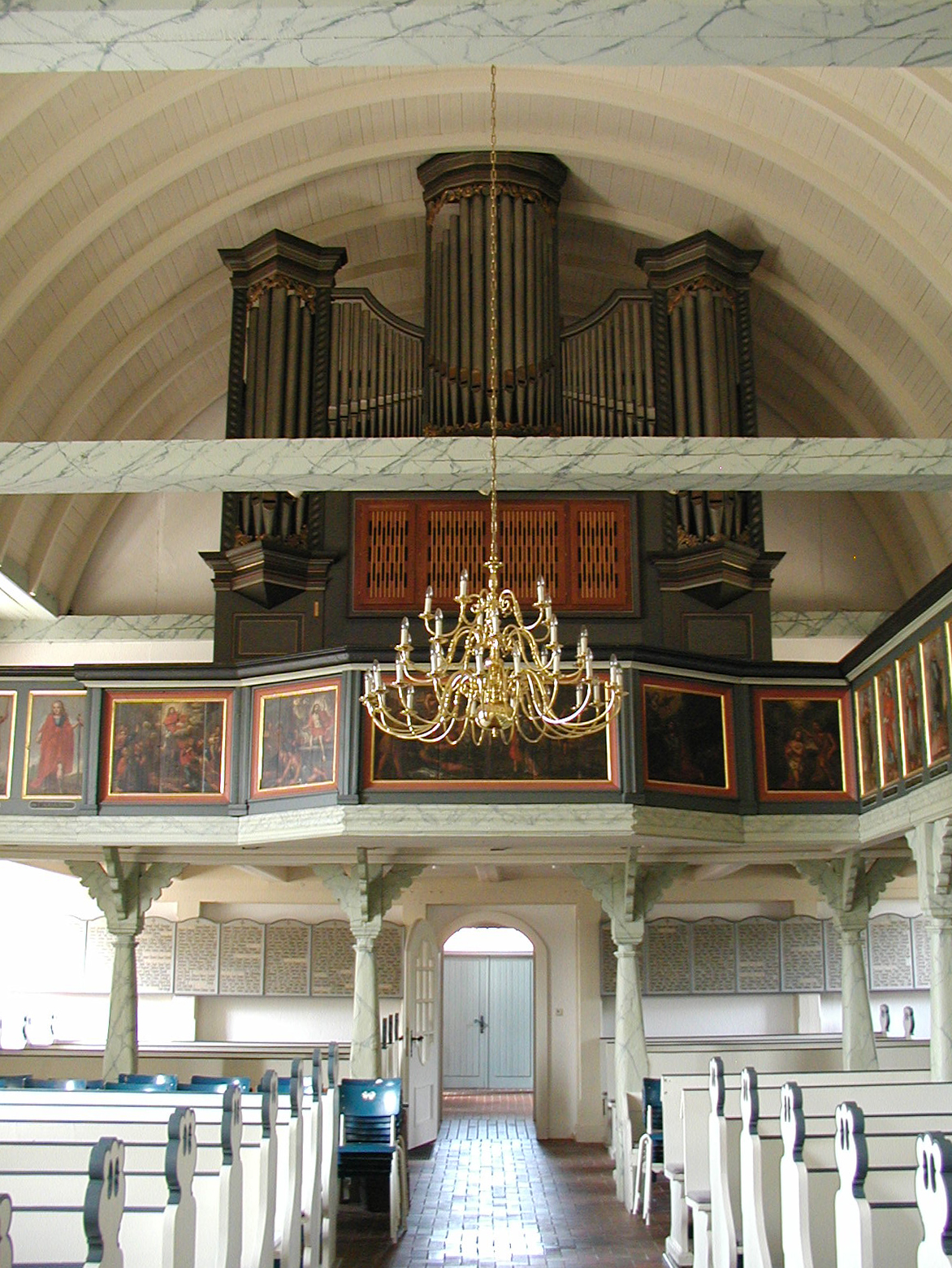
Röver-Kemper-Orgel in Lamstedt

Ernst Wilhelm Meyer reparierte 1844 Schnitgers Orgel in Buxtehude und sein Sohn Eduard Meyer baute 1850 in Intschede eine neue Orgel (II/P/16). Die einzige von Christian Bethmann nahezu vollständig erhaltene Orgel befindet sich heute in Posthausen (1832/1833, II/P/18). Ursprünglich wurde sie für Hameln gebaut, 1881 aber von Posthausen erworben. Philipp Furtwängler strebte im Gegensatz zu Wilhelmy einen fortschrittlichen Baustil und modernen Orgelklang an. Weitgehend erhaltene Orgelwerke von ihm finden sich in Geversdorf (1843), Buxtehude (St. Petri, 1858/1859), Twielenfleth (1861) und Brockel (1869), während in Krautsand (1849) und Blender (1852) später eingreifende Umbauten erfolgten. Im Dom zu Verden baute Johann Friedrich Schulze 1850 eine neue Orgel, von der noch der Prospekt erhalten ist. P. Furtwängler & Hammer schufen hier 1916 ein neues Orgelwerk und auch die Orgel in Wittlohe (1894) stammt von ihnen. Johann Hinrich Röver wirkte ab 1863 von Stade aus. Von ihm finden sich Neubauten in Ahausen (1863), Kirchwistedt (1863), Mulsum (Kutenholz) (1870), Oberndorf (Oste) (1879) und Bevern (1880). Von seinen Söhnen (Carl Johann) Heinrich und (Friedrich Wilhelm) Ernst Röver findet sich noch eine Orgel in Lilienthal (St. Marien, 1883). Anschließend gingen die Söhne getrennte Wege: Ernst Röver übernahm 1886 die Firma von Adolf Reubke und baute in Nordleda (1889–1892) und Lamstedt (1907) pneumatische Werke. Carl Johann Heinrich Röver (1851–1929) führte den Familienbetrieb bis 1926 fort und schuf die Orgeln in Neuenwalde (1887), Horst (1892) und Drochtersen (1895). Die Gebrüder Peternell bauten Orgeln in Wremen (1865), in Osten (Oste) (1890, hinter dem historischen Prospekt) und in Mulsum (Kutenholz) (1895).

### 20. und 21. Jahrhundert

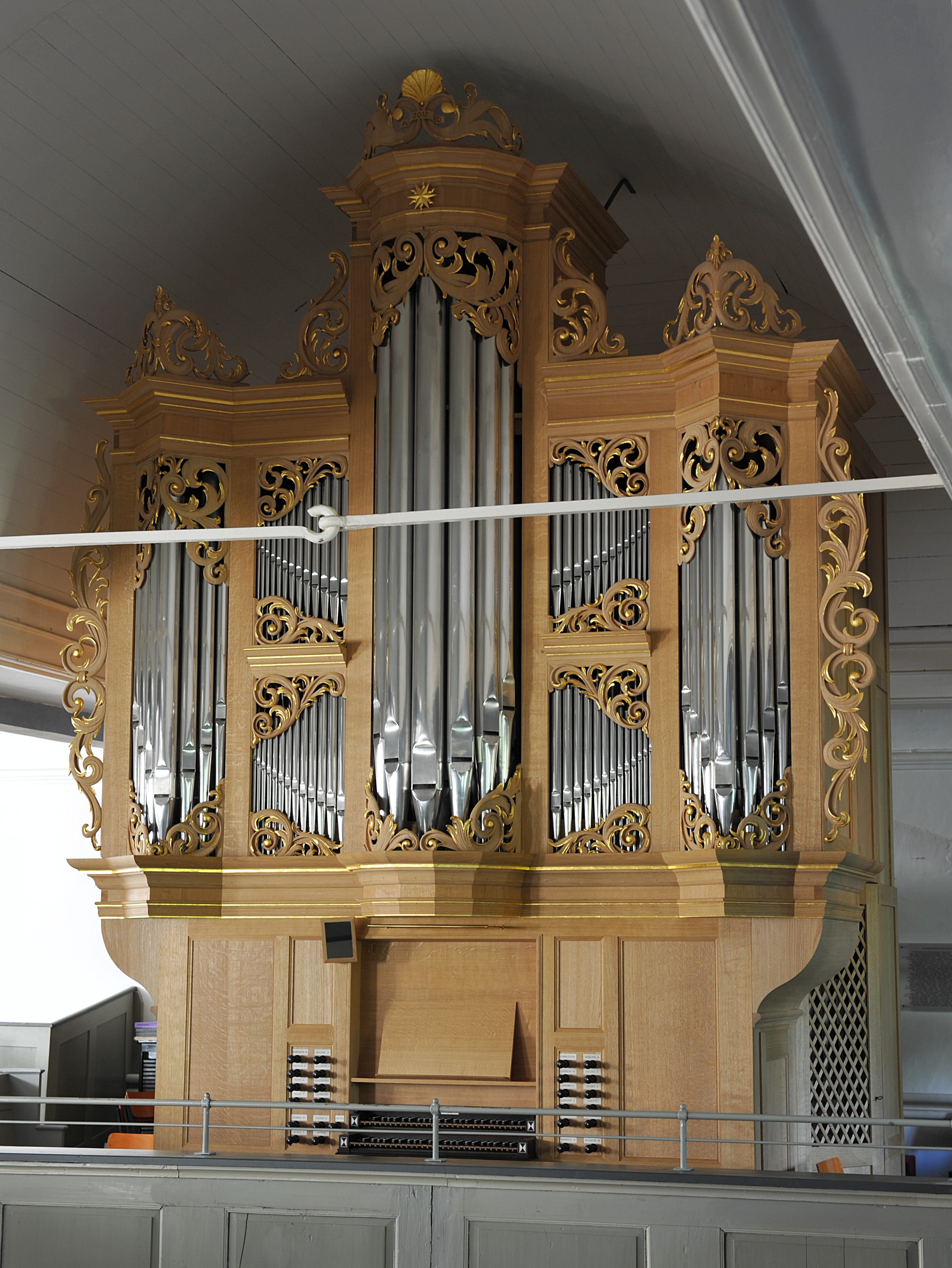
Ahrend-Orgel in der Worpsweder Zionskirche (2012)

Das 20. Jahrhundert zeichnet sich durch eine wechselvolle Geschichte und gegensätzliche Intentionen aus. Auf der einen Seite ist durch Um- und Neubauten ein Substanzverlust historischer Instrumente zu beklagen. Andererseits wurden alte Orgeln teils restauriert oder rekonstruiert. Zu Beginn des 20. Jahrhunderts erhielt die Orgelbewegung Impulse durch den reichen Bestand historischer Orgeln in Nordwestdeutschland. Dazu gehört die Arbeit des Orgelbauers Jürgen Ahrend Orgelbau aus Leer-Loga, dessen Restaurierungen und Neubauten ab 1954 weltweit Aufsehen erregt und im Orgelbau vielfach eine Rückkehr zu den traditionellen handwerklichen Prinzipien und den klassischen Klangidealen des Orgelbaus bewirkt haben. Die Ahrend-Orgel der Worpsweder Zionskirche von 2012 lehnt sich an das Vorgängerinstrument von Dietrich Christoph Gloger (1762) an. Um den Erhalt und die Restaurierung historischer Orgeln haben sich auch die Firmen Rudolf von Beckerath Orgelbau (Hamburg), Alfred Führer (Wilhelmshaven), Martin Haspelmath (Walsrode), Gebr. Hillebrand (Altwarmbüchen), Rudolf Janke (Bovenden) und Paul Ott verdient gemacht, die aber auch neue Orgeln bauten, vielfach hinter historischen Prospekten. Eine stilistische Ergänzung der Orgellandschaft bieten der Orgelneubau von Gerald Woehl in Cuxhaven (St. Petri, 1993, III/P/49), der die Darstellung symphonischer Orgelmusik auf angemessene Weise ermöglicht, und die Orgel von Klais in Rotenburg (Stadtkirche, 1983, II/P/36), die insbesondere für französisch-romantische Musik konzipiert ist.

## Erschließung für die Öffentlichkeit
Wesentliche Impulse für die Förderung der Orgellandschaft zwischen Elbe und Weser heute gehen von der Arbeit der Orgelakademie Stade unter der künstlerischen Leitung von Martin Böcker aus. Die Akademie arbeitet eng mit dem Organeum in Weener und der Hochschule für Künste Bremen zusammen. Als Orgelzentrum veranstaltet die Orgelakademie Konzerte, Führungen, Meisterkurse, Fortbildungen und touristische Exkursionen. Unterstützt durch NOMINE – Norddeutsche Orgelmusikkultur in Niedersachsen und Europa e. V. werden organologische Publikationen zur Erforschung der norddeutschen Orgelkultur auf den Weg gebracht.

## Diskografie
- Orgellandschaften: Eine musikalische Reise zu 17 Orgeln zwischen Elbe und Weser. 2011, NOMINE e. V., LC 08973 (Orgeln in Borstel, Buxtehude, Cappel, Cuxhaven, Fintel, Harsefeld, Intschede, Kehdingbruch, Lilienthal, Lüdingworth, Mittelnkirchen, Osten, Osterholz-Scharmbeck, Rotenburg/Wümme, Stade/Cosmae, Stade/Wilhade, Verden)
- Arp Schnitger in Niedersachsen. 2. Auflage 2014. Musikproduktion Dabringhaus und Grimm, 1831-2. 2 CDs. (Sämtliche zwölf Schnitger-Orgeln in Niedersachsen, präsentiert von einem internationalen Team junger Organisten unter der künstlerischen Gesamtleitung von Harald Vogel).
- Orgellandschaft zwischen Elbe und Weser. 1999, Classico, CR 990901, CD (Orgeln in Steinkirchen, Stade/St. Wilhadi, Verden, Cuxhaven).
- Vollständigkeit anstrebende Diskografie der Schnitger-Orgeln.
- Shop der Orgelakademie Stade.